# Alison Smale
Alison Smale (* 5. Februar 1955 in London) ist eine britische Journalistin und UN-Beamtin. Von 2017 bis 2019 leitete sie die Hauptabteilung für Globale Kommunikation der Vereinten Nationen. Seit 2020 ist sie Gastdozentin am Institut für die Wissenschaften vom Menschen in Wien.

## Ausbildung
Alison Smale wurde 1955 in London geboren. Sie studierte an der University of Bristol und an der Ludwig-Maximilians-Universität in München bis zu ihrem B.A.-Abschluss 1977 in Politikwissenschaften. 1978 erwarb sie an der Stanford University einen M.A. in Journalismus.

## Journalistische Karriere
Alison Smale begann im Oktober 1978 in Bonn als Redakteurin bei der United Press International (UPI) mit Zuständigkeit für Europa, Afrika und den Mittleren Osten. 1979 übernahm sie die Leitung des Bonner Büros. Schwerpunkte waren in dieser Zeit die Auseinandersetzungen um die Stationierung von Pershing II und SS-20 in Mitteleuropa, die Umwälzungen im Iran und der Nordirlandkonflikt.
Von 1981 bis 1998 arbeitete sie bei Associated Press (AP). Als Büroleiterin in Bonn beobachtete sie den Machtwechsel von Helmut Schmidt zu Helmut Kohl, von 1983 bis 1986 als Korrespondentin in Moskau die Veränderungen, die durch Michail Gorbatschow angestoßen wurden. 1986 wurde sie Leiterin für AP für Osteuropa mit Sitz in Wien. Sie erlebte den Zusammenbruch der Ostblockstaaten, war am Tag der Maueröffnung am Checkpoint Charlie in Ost-Berlin und berichtete von den kriegerischen Konflikten nach dem Zerfall Jugoslawiens.
Während all dieser Zeit war sie auch immer wieder für europäische und amerikanische Rundfunk- und Fernsehsender eine gefragte Kommentatorin.
1998 wechselte Smale zur New York Times. Mit Sitz in Berlin war sie für die Außenpolitik der Wochenendausgabe zuständig, 2002 wurde sie stellvertretende Leiterin für Außenpolitik der Gesamtausgabe. In dieser Zeit war sie für die Berichterstattung über den Irakkrieg und den Afghanistankrieg verantwortlich.
2002 wurde sie leitende Redakteurin der International Herald Tribune, im Dezember 2008 schließlich als erste und bislang einzige Frau Chefredakteurin dieser Zeitung mit Sitz in Paris.
Im August 2013 wechselte Smale als Chef-Korrespondentin zur New York Times mit Zuständigkeit für Deutschland, Zentral- und Ost-Europa.

## Tätigkeit bei den Vereinten Nationen
Am 9. August 2017 wurde Alison Smale von UN-Generalsekretär António Guterres zur Unter-Generalsekretärin in der UNO-Hauptabteilung für Globale Kommunikation (UNDGC) ernannt. Ihre Vorgänger waren die Spanierin Cristina Gallach und kommissarisch der Palästinenser Maher Nasser. Am 1. September 2019 trat Melissa Fleming ihre Nachfolge an.

## Andere Aufgaben
Seit September 2020 ist Alison Smale als visiting fellow am Wiener Institut für die Wissenschaften vom Menschen tätig. Sie hält Vorlesungen über die aktuelle Medienlandschaft in Mittel- und Osteuropa.

## Würdigungen
The Independent nannte Smale in einem Artikel über die von ihr vorangetriebene Umgestaltung des International Harold Tribune im April 2009 die mächtigste britische Publizistin in Übersee.
2009 erhielt sie den America Award der Italy-USA Foundation.
Im selben Jahr wurde ihr die Ehrendoktorwürde der juristischen Fakultät der University of Bristol verliehen.
2013 wurde sie ins Kuratorium der Hertie School of Governance berufen.